# Kevin Dillon
Kevin Brady Dillon (New Rochelle, 1965. augusztus 19. –) amerikai színész.
Legismertebb alakítása Johnny „Dráma” Chase az HBO Törtetők vígjátéksorozatában, Bunny A szakasz című háborús filmben, valamint John Densmore a The Doors zenei életrajzi filmben. A sorozatban nyújtott alakításáért három Primetime Emmy-díjra és egy Golden Globe-díjra jelölték.

## Élete
1965. augusztus 19-én született a New York-i New Rochelle-ben és Mamaroneckben nőtt fel. Mary Ellen háztartásbeli és Paul Dillon portréfestő, értékesítési menedzser és a Fordham Egyetem golfedzőjének fia. Van egy nővére és négy testvére, akik közül az egyik Matt Dillon színész. Az apai nagyanyja Alex Raymond, a Flash Gordon megalkotójának, illetve Jim Raymond képregényrajzolónak a testvére volt. Ír-amerikai származású. A mamaronecki középiskolában érettségizett.

## Pályafutása
Az 1980-as években kezdett színészkedni televíziós és mozifilmes szerepekben. 1983-ban Arnold Norberryt alakította a No Big Deal című tévéfilmben. Első jelentősebb szerepe Ed Rooney volt a Fiúiskola című filmben, amelyet Michael Dinner rendezett. Szélesebb körű ismertségre a pszichopata katona, Bunny szerepével tett szert az 1986-os A szakasz című filmben. 1988-ban Brian Flagg szerepében tűnt fel az 1958-as A massza című sci-fi film újragondolt változatában. Bár a film vegyes kritikákat kapott, a különleges effektusokat sokan dicsérték, és az évek során kultfilmmé vált. Az időszak további említésre méltó filmszerepei közé tartozott a Hadiösvényen, Menekülés Absolomból, valamint a The Doors, ahol a dobost, John Densmore-t alakította.
A 2000-es években elsősorban televíziós szerepeket vállalt. Játszott például a CBS Édes élet olasz módra című sorozatában Paul DeLuccaként, valamint a Fox 24 című sorozatában Lonnie McRae szerepében. 2006-ban szerepelt a Poseidon című filmben, amely az eredeti A Poszeidon katasztrófa újrafeldolgozása. 2010 áprilisában feltűnt a Golf Channel Donald J. Trump's Fabulous World of Golf című műsorában is. A Kutyaszállócímű filmben is szerepelt, amely világszerte 117 millió dolláros bevételt ért el.
Johnny „Dráma” Chase szerepében látható volt az HBO Törtetők című vígjátéksorozatában, amelyért 2007-ben, 2008-ban és 2009-ben Emmy-jelölést kapott. A műsorban való szerepléséért 2008-ban Golden Globe-jelölést is kapott. A sorozat 2011. szeptember 11-én, nyolc évad után ért véget. Dillon újra eljátszotta Johnny Chase szerepét a sorozat filmadaptációjában, a Törtetők (2015) című filmben. A projektet hivatalosan 2013-ban jelentették be, a forgatás pedig 2014 februárjában kezdődött Los Angeles környékén. Vegyes visszajelzéseket kapott a kritikusoktól, és világszerte 49 millió dolláros bevételt hozott.
2011-ben szerepelt a CBS Hogyan legyünk szobatiszták? című vígjátéksorozatában, amelyben Bert Lansing iraki háborús veteránt alakította. 2018-ban feltűnt a Dirt című drámafilmben, és Jimmy O'Sheát formálta meg a Zsaruvér című drámasorozat két epizódjában.

## Magánélete
2006. április 21-én vette feleségül Jane Stuart színésznőt Las Vegasban. A Törtetők szereplője, Jerry Ferrara volt a tanúja, és Kevin Connolly, egy másik sorozatbeli színésztársa kísérte Stuartot az oltárhoz, miután Dillon azt kiabálta: „Győzelem!”. (ezzel tisztelgett a karakterének a Vikingek csatája című metafikciós tévésorozatban nyújtott munkája előtt). Első gyermekük, Ava 2006. május 17-én született Beverly Hillsben. Dillonnak van egy lánya is, Amy (született: 1991-ben) egy korábbi kapcsolatából. Stuart 2016 júliusában adta be a válópert. A válást 2019 novemberében véglegesítették, és Dillont arra kötelezték, hogy egyenlítési kifizetést teljesítsen Stuartnak összesen 1 705 594 dollár értékben, valamint további 242 411 dollárt egy brókerszámlából való részesedése miatt.

## Filmográfia

### Film
| Év   | Magyar cím           | Eredeti cím                             | Szerep                                    | Magyar hang          |
| ---- | -------------------- | --------------------------------------- | ----------------------------------------- | -------------------- |
| 1985 | Fiúiskola            | Heaven Help Us                          | Ed Rooney                                 |                      |
| 1986 | Delta Kommandó       | The Delta Force                         | Delta Force tag (stáblistán nem szerepel) |                      |
| 1986 | A szakasz            | Platoon                                 | Bunny                                     | Forgács Péter        |
| 1987 |                      | Dear America: Letters Home from Vietnam | Jack                                      |                      |
| 1988 |                      | Remote Control                          | Cosmo                                     |                      |
| 1988 | Mentőakció           | The Rescue                              | J.J. Merrill                              | Zalán János          |
| 1988 | A massza             | The Blob                                | Brian Flagg                               | Moser Károly         |
| 1988 | Hadiösvényen         | War Party                               | Skitty Harris                             | Fekete Zoltán        |
| 1989 | A családban marad    | Immediate Family                        | Sam                                       | Bor Zoltán           |
| 1991 | The Doors            | The Doors                               | John Densmore                             | Dózsa Zoltán         |
| 1992 | Éjfélre kitisztul    | A Midnight Clear                        | Mel Avakin tizedes                        | Weil Róbert          |
| 1992 |                      | Frankie's House                         | Sean Flynn                                |                      |
| 1994 | Menekülés Absolomból | No Escape                               | Casey                                     | Holl Nándor          |
| 1996 | Nincs kiszállás      | Criminal Hearts                         | Rafe                                      | Selmeczi Roland      |
| 1996 |                      | Gone in the Night                       | David Dowaliby                            |                      |
| 1996 | Halálos tévedés      | True Crime                              | Tony Campbell                             |                      |
| 1996 | Nyomkereső           | The Pathfinder                          | Úttörő / Sólyomszem                       | Weil Róbert          |
| 1997 | Halálos mulatság     | Stag                                    | Dan Kane                                  | Szabó Máté           |
| 1997 | Atomjárat            | Medusa's Child                          | Jerry Carnel                              |                      |
| 1998 | Az ördög gyermeke    | Misbegotten                             | Billy                                     | Bozsó Péter          |
| 1999 | Titkos névsor        | Hidden Agenda                           | David McLean                              | Széles Tamás         |
| 2000 |                      | Interstate 84                           | Vinnie                                    |                      |
| 2004 | Vonzó vér            | Vampires: Out for Blood                 | Hank Holten nyomozó                       | Csík Csaba Krisztián |
| 2006 | Négy jó barát        | The Foursome                            | Rick Foster                               |                      |
| 2006 | Poseidon             | Poseidon                                | Larry "Lucky Larry"                       | Forgács Péter        |
| 2009 | Kutyaszálló          | Hotel for Dogs                          | Carl Scudder                              | Láng Balázs          |
| 2010 |                      | Teenage Paparazzo (dokumentumfilm)      | Önmaga                                    |                      |
| 2013 | Megszállotság        | Compulsion                              | Fred                                      | Dolmány Attila       |
| 2014 | The Throwaways       | The Throwaways                          | Dan Fisher                                | Király Attila        |
| 2015 | Törtetők             | Entourage                               | Johnny „Dráma” Chase                      | Fenyő Iván           |
| 2015 |                      | Underdogs                               | öreg Jake                                 |                      |
| 2018 |                      | Dirt                                    | Rick Radden                               |                      |
| 2018 |                      | Brothers in Arms (dokumentumfilm)       | Önmaga                                    |                      |
| 2019 | Spanviadal           | Buddy Games                             | Doki                                      | Takátsy Péter        |
| 2022 | Halál éjfél után     | A Day to Die                            | Connor Connolly                           | Király Attila        |
| 2022 | Frank és Penelope    | Frank and Penelope                      | Seriff                                    |                      |
| 2022 | Éles helyzet         | Hot Seat                                | Orlando Friar                             | Forgács Péter        |
| 2022 | Vonalban vagy        | On the Line                             | Justin                                    |                      |
| 2022 | Táv-felügyelő        | Wire Room                               | Justin Rosa HSI különleges ügynök         | Széles Tamás         |
| 2023 | Bűnös vidék          | Mob Land                                | Trey                                      | Forgács Péter        |
| 2023 |                      | Buddy Games: Spring Awakening           | Doki                                      |                      |
| 2024 | Reagan               | Reagan                                  | Jack L. Warner                            |                      |

### Televízió
| Év        | Magyar cím                   | Eredeti cím              | Szerep               | Megjegyzés                                                                   |
| --------- | ---------------------------- | ------------------------ | -------------------- | ---------------------------------------------------------------------------- |
| 1983      |                              | No Big Deal              | Arnold Norberry      | tévéfilm                                                                     |
| 1989      | Szexuális erőszak            | When He's Not a Stranger | Rick                 | - tévéfilm - magyar hangja: - Kaszás Gergő                                   |
| 1993      | Mesék a kriptából            | Tales from the Crypt     | Les Wilton           | 1 epizód                                                                     |
| 1996      | Elfújta az éj                | Gone in the Night        | David Dowaliby       | tévéfilm                                                                     |
| 1998–2000 | New York rendőrei            | NYPD Blue                | Neil Baker rendőr    | 3 epizód                                                                     |
| 2000–2002 | Édes élet olasz módra        | That's Life              | Paul DeLucca         | - 36 epizód - magyar hangja: - Megyeri János                                 |
| 2003      | 24                           | 24                       | Lonnie McRae         | 3 epizód                                                                     |
| 2003      | Karen Sisco – Mint a kámfor  | Karen Sisco              | Bob Salcheck         | 1 epizód                                                                     |
| 2003      |                              | Maple Ave                | Dan                  | 1 epizód                                                                     |
| 2004–2011 | Törtetők                     | Entourage                | Johnny „Dráma” Chase | - 96 epizód - magyar hangja: - Kőszegi Ákos (1. hang) - Fenyő Iván (2. hang) |
| 2011–2012 | Hogyan legyünk szobatiszták? | How to Be a Gentleman    | Bert Lansing         | - 9 epizód - magyar hangja: - Dolmány Attila                                 |
| 2011      | A Simpson család             | The Simpsons             | Önmaga               | 1 epizód                                                                     |
| 2015–2016 |                              | TripTank                 | Frankie / Vinny / H  | 5 epizód                                                                     |
| 2017–2018 | Zsaruvér                     | Blue Bloods              | Jimmy O'Shea         | 2 epizód                                                                     |
| 2021      |                              | Creepshow                | Mr. Murdoch          | 1 epizód                                                                     |
| 2022      |                              | Pawn Stars               | Önmaga               | 1 epizód                                                                     |